# Euaspis carbonaria
Euaspis carbonaria är en biart som först beskrevs av Smith 1854.  Euaspis carbonaria ingår i släktet Euaspis och familjen buksamlarbin. Inga underarter finns listade i Catalogue of Life.